# فرد آدامز
فرد آدامز (انگلیسی: Fred C. Adams؛ زاده ۶ مارس ۱۹۶۱) یک اخترفیزیک دان اهل ایالات متحده آمریکا است.